# Федосеев, Алексей Михайлович (инженер)
Алексей Михайлович Федосеев (15.08.1905, Екатеринбург — 03.12.1980, Свердловск) — советский металлург, машиностроитель, лауреат Государственной премии СССР (1969).

## Биография
Окончил три курса Пражского политехнического института (1924—1927) и Уральский политехнический институт (1930), инженер-металлург.
С 1932 года работал в проектном институте «Уралгипротяжмаш»: инженер, руководитель группы, начальник кузнечно-прессового отдела, начальник термического отдела.
С 1968 года на пенсии.
Лауреат Государственной премии СССР (1969) — за участие в создании и внедрении комплексно-механизированного показательного сварочного производства в уникальном блоке сварных машиностроительных конструкций Уралмашзавода.
Скончался 3 декабря 1980 года. Похоронен на Нижне-Исетском кладбище.